# 16-я дивизия (Япония)
16-я дивизия (яп. 第16師団 Дай Дзюроку Сидан) — пехотная дивизия в Императорской японской Армии.

## История формирования
16-я дивизия была одной из четырёх новых пехотных дивизий, сформированных Императорской армией Японии (ИАЯ) на заключительном этапе русско-японской войны (1904—1905). В связи с ограниченными ресурсами Японии к концу этого конфликта, вся ИАЯ была занята боевыми действиями в Маньчжурии, не оставив ни одной дивизии для защиты японских островов от нападения. 16-я дивизия была первоначально сформирована из личного состава в районе Киото 18 июля 1905 года под командованием генерал-лейтенанта Яманаки Нобуёси.
16-я дивизия была немедленно переброшена в Маньчжурию, но мирный процесс шел уже с 6 августа 1905 года, кульминацией которого стало подписание Портсмутского мирного договора 5 сентября 1905 года. Как следствие, 16-я дивизия не участвовала в боях.
В июле 1937 года начались открытые военные действия против Китая и Вторая японо-китайская война. 16-я дивизия под командованием генерал-лейтенанта Кесаго Накадзимы была придана 2-й армии в составе Северо-Китайской армии. Дивизия участвовала во Втором Шанхайском инциденте (август-ноябрь 1937 года), операции на железной дороге Бэйпин — Ханькоу (август-декабрь 1937 года), битве за Нанкин (декабрь 1937 года), битве при Сюйчжоу (январь 1938 года) и битве за Ухань (июль-октябрь 1938 года). Таким образом, это было одно из японских воинских подразделений, замешанных в Нанкинской резне. В декабре 1938 года 16-я дивизия была включена в состав 11-й армии.
Дивизия была демобилизована и возвращена в Японию в августе 1939 года. Тогда дивизия была реорганизована в треугольную дивизию, а 38-й пехотный полк стал ядром вновь сформированной 29-й дивизии. В июле 1940 года реформированная 16-я дивизия была мобилизована и передислоцирована в Маньчжоу-го.
6 ноября 1941 года 16-я дивизия была передана в состав 14-й армии и участвовала в кампании на Филиппинах (1941–1942). Позже она базировалась в Маниле в качестве гарнизона.